# Chichagof Pass
Chichagof Pass is een zeestraat in de Alexanderarchipel in de Alaska Panhandle in het zuidoosten van Alaska in de Verenigde Staten.

## Geografie
De zeestraat ligt tussen Woronkofski Island in het noorden en Etolin Island in het zuiden op ongeveer negen kilometer ten zuidwesten van de plaats Wrangell. In het oosten mondt de zeestraat uit op de Zimovia Strait en in het westen op de Stikine Strait.
Het waterlichaam ligt in de mariene ecoregio Noord-Amerikaans Pacifisch Fjordland.

## Geschiedenis
De zeestraat staat afgebeeld op een Russische kaart uit 1844, maar de naam werd voor het eerst gepubliceerd in 1853 op een kaart van de Russische Hydrografische Dienst als "Proliv Chichagova" (Engels: Chichagov Strait). Luitenant-commandant H. E. Nichols van de United States Navy publiceerde de huidige naam in de Coast Pilot van 1891; de oorspronkelijke naam werd waarschijnlijk vernoemd naar het schip Chichagov.